# Sint-Maria-Bernardakerk

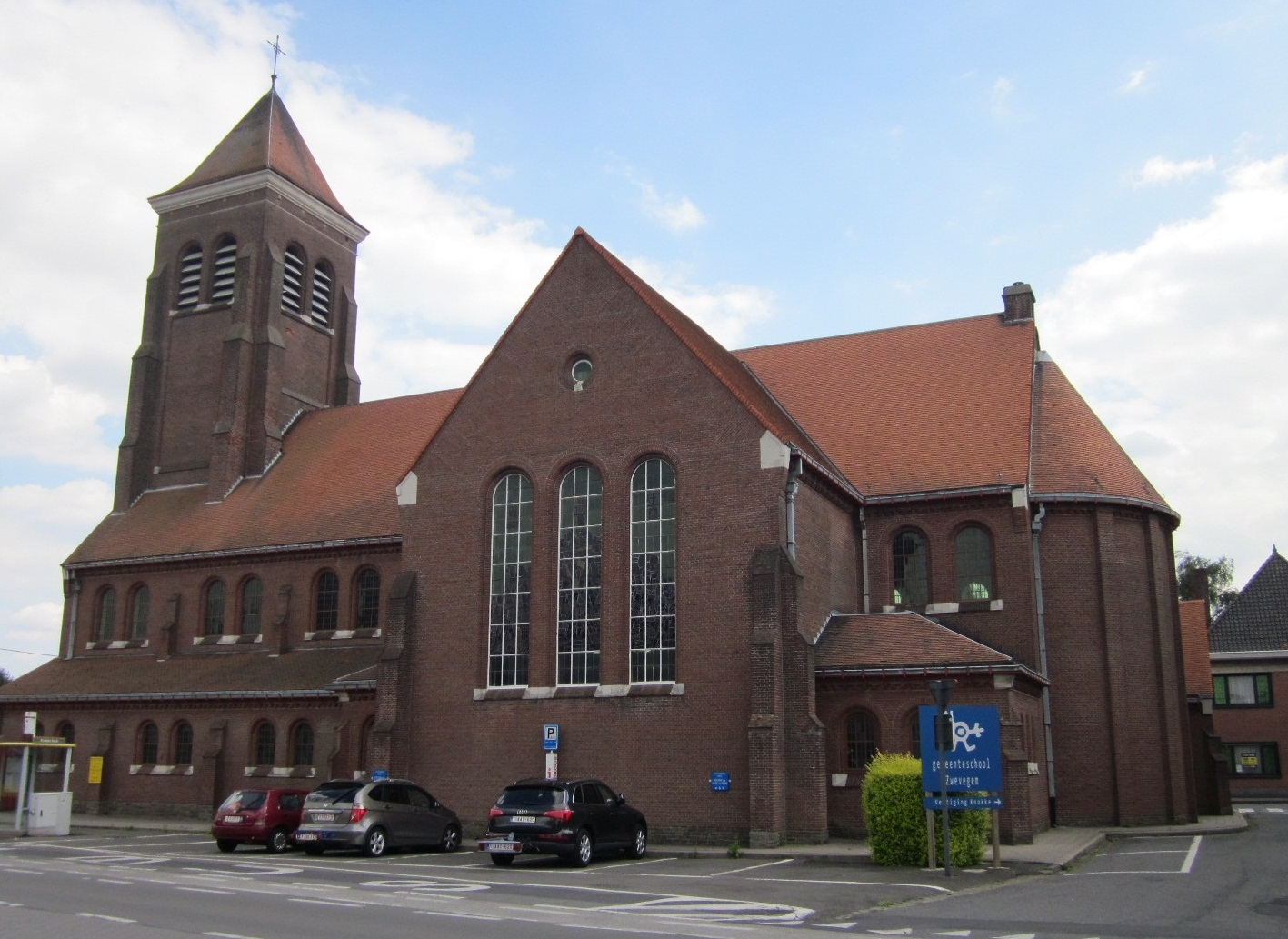
Sint-Maria-Bernardakerk

De Sint-Maria-Bernardakerk is de parochiekerk van de tot de West-Vlaamse gemeente Zwevegem behorende plaats Zwevegem-Knokke, gelegen aan de Avelgemstraat 238.

## Geschiedenis
In 1938 werd Knokke verheven tot zelfstandige parochie en van 1953 tot 1955 werd een kerk gebouwd naar ontwerp van Jan-Baptist Reyntjens. De kerk is toegewijd aan Bernadette Soubirous, die als kloosternaam Maria Bernarda had.

## Gebouw
Het betreft een bakstenen bouwwerk in neoromaanse stijl. De basilicale kruiskerk is naar het westen georiënteerd en heeft een ingebouwde oosttoren met stompe spits.
De kerk bezit een preekstoel van het einde van de 19e eeuw.

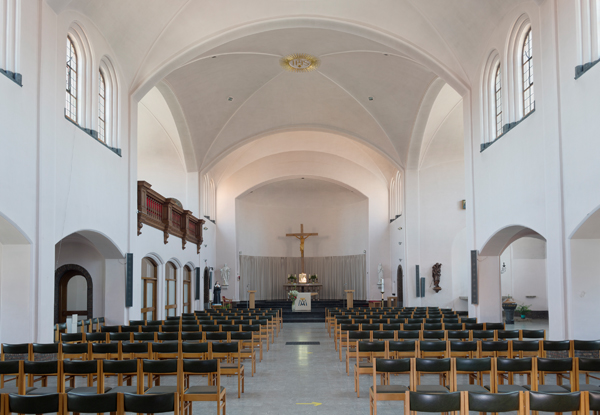
Interieur
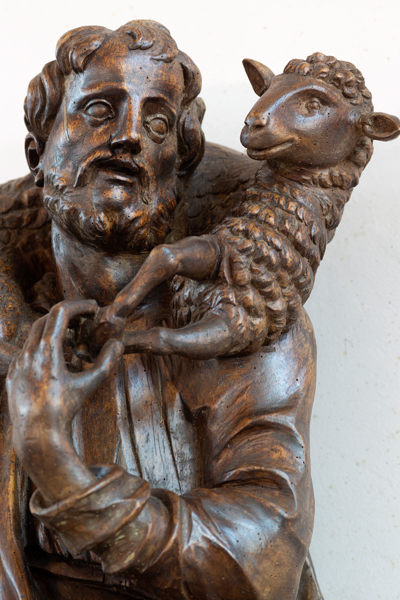
St. Jan de Doper
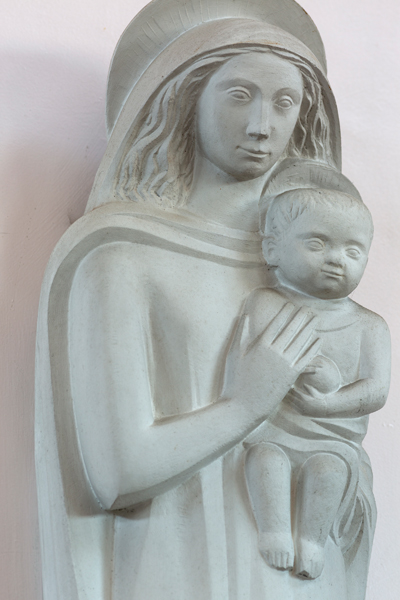
Madonna met kind
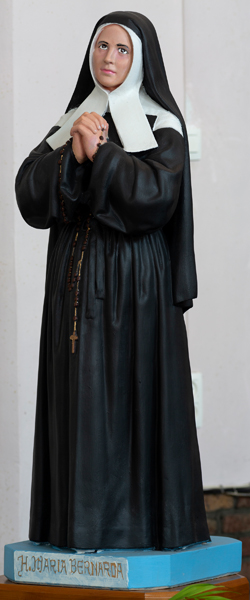
Sint Maria-Bernarda